# Las Tapias, Nayarit
Las Tapias är en ort i Mexiko.   Den ligger i kommunen Del Nayar och delstaten Nayarit, i den centrala delen av landet, 600 km nordväst om huvudstaden Mexico City. Las Tapias ligger 1 761 meter över havet och antalet invånare är 108.
Terrängen runt Las Tapias är kuperad åt nordväst, men åt sydost är den bergig. Runt Las Tapias är det mycket glesbefolkat, med 5 invånare per kvadratkilometer. Närmaste större samhälle är San Miguel, 8,0 km nordost om Las Tapias. I omgivningarna runt Las Tapias växer huvudsakligen savannskog.